# Astrée (Q200)

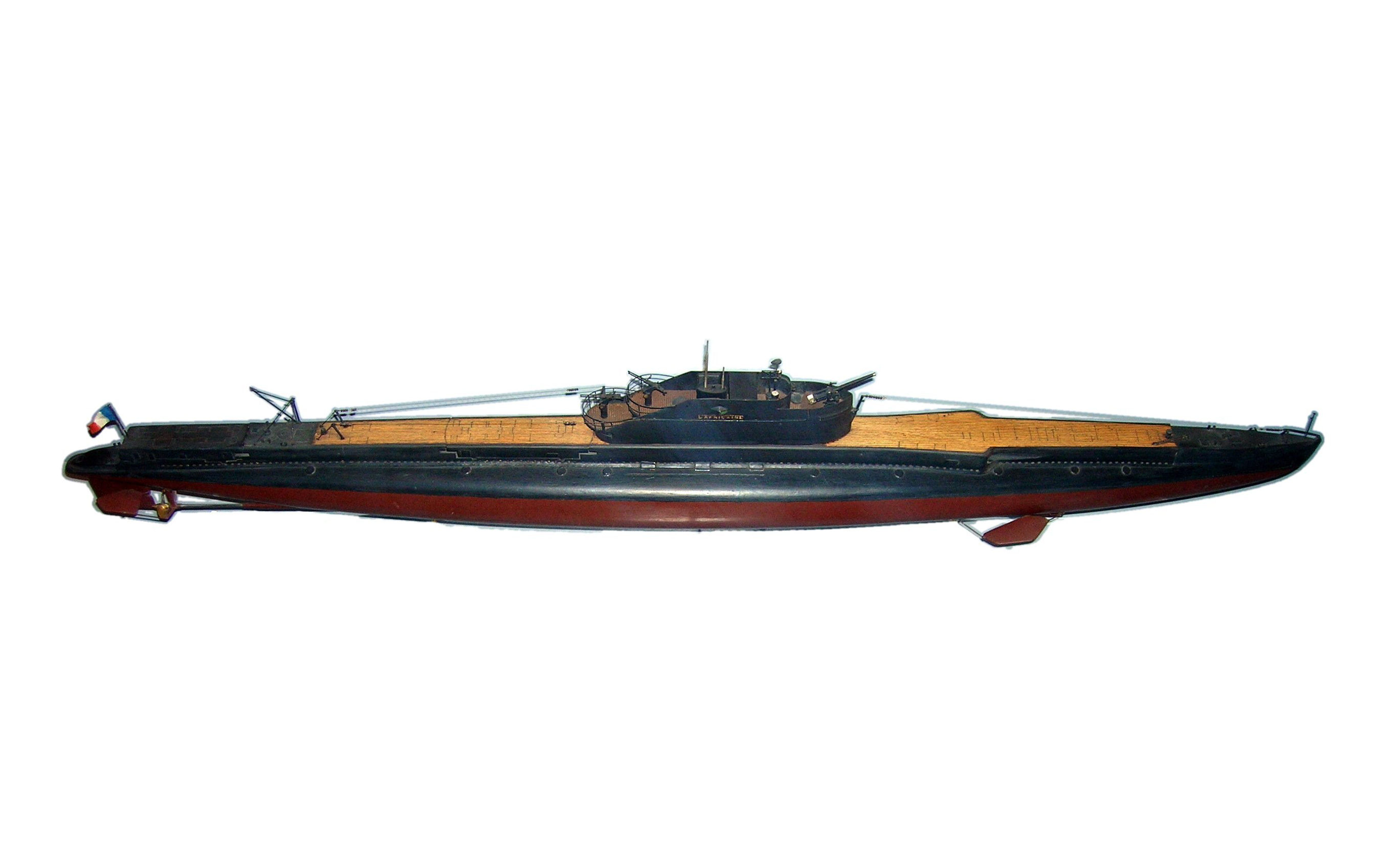
Модель аналогічного підводного човна «Африкан».

«Астрея» (фр. Astrée) — французький підводний човен типу «Аурор».

## Історія
Будівництво човна було розпочате в грудні 1937 року. В червні 1940 року недобудований ПЧ «Астрея» був захоплений німецькими військами як трофей. 13 травня 1941 року човен перейменований на UF-3, проте до кінця Другої світової війни його будівництво не було завершене. 3 травня 1946 року він був спущений на воду, а в жовтні 1949 року прийнятий на озброєння ВМС Франції. В 1962 році виведений зі складу флоту. 27 листопада 1965 року списаний на брухт.